# Guerra con drones

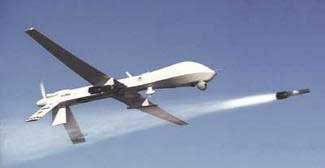
Un dron Predator disparando un misil Hellfire

La guerra con drones o guerra aérea no tripulada es una forma de guerra aérea que utiliza vehículos aéreos de combate no tripulados (UCAV) o vehículos aéreos no tripulados (UAV) comerciales armados. Se sabe que Estados Unidos, Reino Unido, Israel, China, Corea del Sur, Irán, Italia, Francia, India, Pakistán, Rusia, Turquía y Polonia han fabricado UCAV operativos a partir de 2019. A partir de 2022, la empresa ucraniana Ukroboronprom y el grupo de ONG Aerorozvidka construyeron drones con capacidad de ataque y los utilizaron en combate durante la invasión rusa de Ucrania.
Los ataques con drones pueden realizarse mediante UCAV comerciales que lanzan bombas, disparan un misil o chocan contra un objetivo. Desde principios de siglo, la mayoría de los ataques con drones han sido llevados a cabo por el ejército estadounidense en países como Afganistán, Pakistán, Siria, Irak, Somalia, Yemen y Libia utilizando misiles aire-tierra, pero la guerra con drones ha sido desplegada cada vez más por Rusia, Ucrania, Turquía, Azerbaiyán y por grupos armados como los Hutíes.  Varios países utilizan ataques con drones para asesinatos selectivos.

## Proliferación en la década de 2020

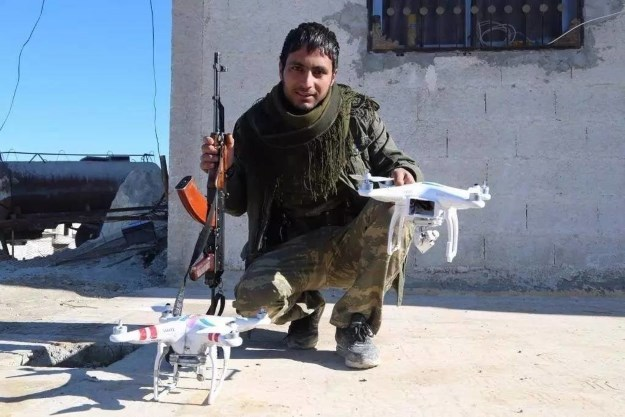
Soldado con vehículo aéreo no tripulado comercial DJI Phantom

El 6 de enero de 2018, las fuerzas rusas frustraron un ataque de un enjambre de drones (UAV) contra la base aérea de Jmeimim, el primero de este tipo en la historia de la guerra.
En 2020, un UAV de fabricación turca STM Kargu cargado con explosivos detectó y atacó a las fuerzas de Haftar en Libia con inteligencia artificial y sin mando, según un informe del Panel de Expertos sobre Libia del Consejo de Seguridad de la ONU publicado en marzo de 2021. Se consideró el Primer ataque realizado por un UAV AI.
The Economist ha citado el uso altamente efectivo de drones por parte de Azerbaiyán en la segunda guerra del Alto Karabaj de 2020 y el uso de drones por parte de Turquía en la Guerra Civil Siria como indicadores del futuro de la guerra. Tras señalar que anteriormente se había asumido que los drones no desempeñarían un papel importante en los conflictos entre naciones debido a su vulnerabilidad al fuego antiaéreo, sugirió que si bien esto podría ser cierto para las grandes potencias con defensas aéreas, lo era menos para las potencias menores. Señaló que las tácticas de Azerbaiyán y el uso de drones por parte de Turquía indican un "tipo nuevo y más asequible de poder aéreo". También señaló que la capacidad de los drones para registrar sus muertes permitió una campaña de propaganda azerbaiyana muy eficaz.
El 13 de octubre de 2022, un MiG-29 ucraniano se convirtió en el primer avión tripulado en descender sobre un dron durante el combate. Se afirma que el piloto destruyó un dron Shahed-136 con su cañón. Se cree que la explosión derribó el avión y hospitalizó al piloto.
Desde la invasión rusa de Ucrania de 2022, han surgido aproximadamente 30 empresas en Ucrania para producir en masa drones para el esfuerzo bélico. El Ministerio de Transformación Digital del gobierno de Ucrania inició el proyecto "Ejército de Drones" y está intentando comprar hasta 200.000 drones en 2023, con el objetivo de desplegar drones relativamente baratos frente a las grandes ventajas que Rusia ha tenido en equipo militar. En 2023, también patrocinaron varias competiciones en las que se invita a "docenas de desarrolladores de drones que han surgido por toda Ucrania" a realizar ataques simulados a objetivos terrestres, perseguir drones de ala fija o incluso participar en competiciones de combates aéreos con drones.

### UCAV comerciales
Los UCAV comerciales pueden estar equipados con armas como bombas guiadas, bombas de racimo, bombas incendiarias, misiles aire-tierra, misiles aire-aire, misiles antitanque u otros tipos de municiones guiadas de precisión, cañones automáticos y ametralladoras. Los ataques con drones pueden realizarse mediante UCAV comerciales que lanzan bombas, disparan un misil o chocan contra un objetivo. Los vehículos aéreos no tripulados (UAV) comerciales pueden convertirse en armas cargándolos con explosivos peligrosos y luego estrellándolos contra objetivos vulnerables (lo que se conoce como "munición merodeadora") o detonándolos sobre ellos. Pueden realizar bombardeos aéreos arrojando granadas de mano, granadas de mortero u otras artefactos explosivos improvisados directamente sobre los objetivos. Las cargas útiles podrían incluir explosivos, metralla y peligros químicos, radiológicos o biológicos. Varios drones pueden atacar simultáneamente en un enjambre de drones. Los drones han sido utilizados ampliamente por ambos bandos para reconocimiento y localización de artillería en la Guerra Ruso-Ucraniana.
Los estados están desarrollando sistemas anti-UAV para contrarrestar la amenaza de ataques con drones. Sin embargo, esto está resultando difícil. Según James Rogers, un académico que estudia la guerra con aviones no tripulados, "existe un gran debate en este momento sobre cuál es la mejor manera de contrarrestar estos pequeños vehículos aéreos no tripulados, si son utilizados por aficionados que causan un poco de molestia o en un manera más siniestra por parte de un actor terrorista".

### Guerra con drones en Azerbaiyán

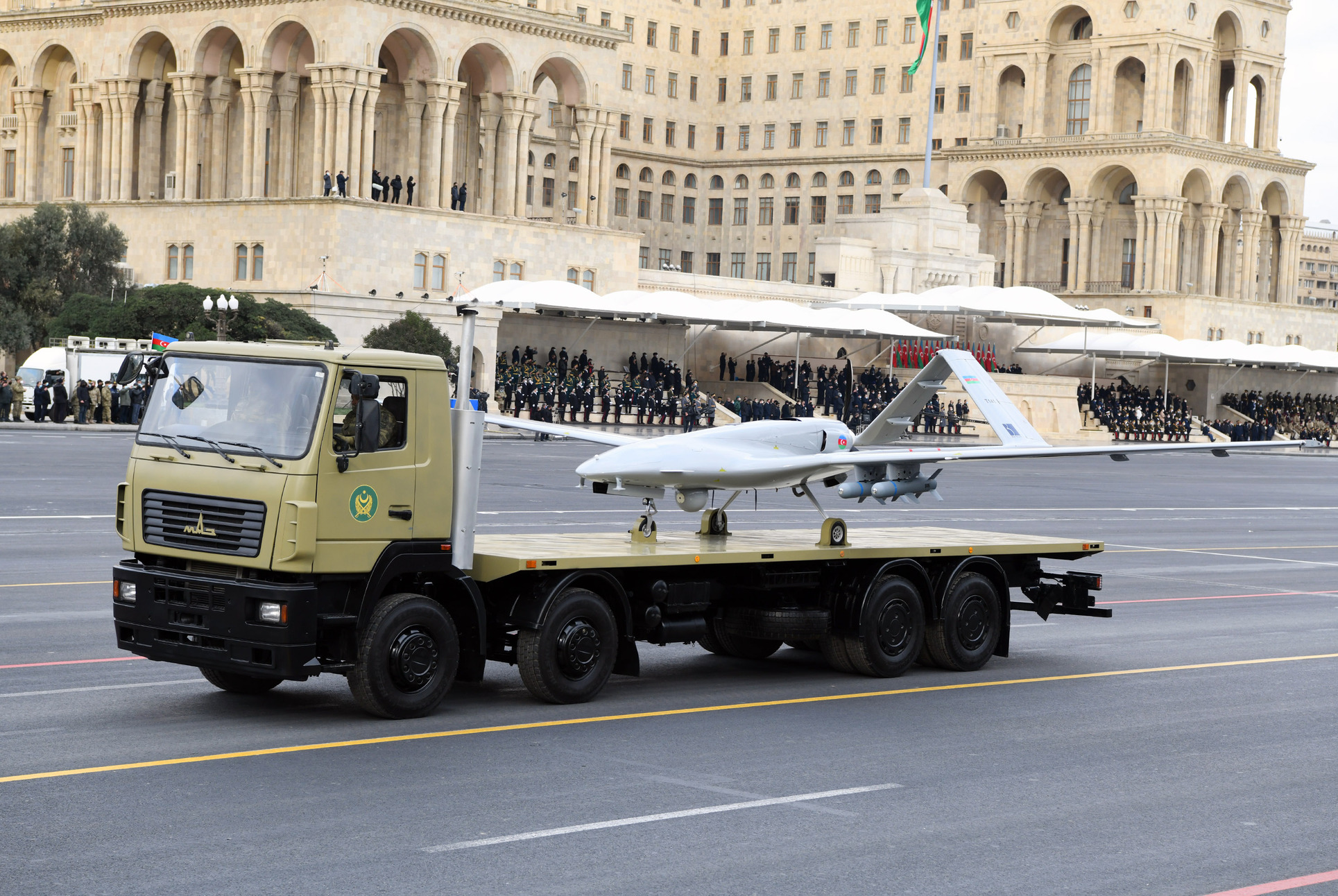
Un dron (concretamente un vehículo aéreo de combate no tripulado) azerí de origen turco Bayraktar TB2 en el desfile de la Victoria. La superioridad de los drones de Azerbaiyán fue según los analistas una de las claves de la victoria azerí en la segunda guerra del Alto Karabaj en 2020.

Durante la segunda guerra del Alto Karabaj de 2020, el ejército azerbaiyano utilizó ampliamente los UCAV contra el ejército armenio. Estos UCAV incluían los IAI Harop israelíes y los Bayraktar TB2 turcos. Como el Bayraktar TB2 utiliza sistemas de puntería láser y óptica canadienses, en octubre de 2020 Canadá suspendió la exportación de su tecnología de drones militares a Turquía tras acusaciones de que la tecnología se había utilizado para recopilar inteligencia y dirigir fuego de artillería y misiles contra posiciones militares. Tras el incidente, Aselsan afirmó que comenzaría la producción en serie y la integración del sistema CATS para reemplazar el MX15B canadiense.

### Invasión rusa de Ucrania
Durante la invasión rusa de Ucrania de 2022, ambas partes utilizaron drones en combate y para reconocimiento, y los drones jugaron un papel importante en las ofensivas. Las fuerzas ucranianas han hecho un uso extensivo del dron Bayraktar TB2 de fabricación turca durante todo el conflicto en ataques contra las fuerzas rusas. Mientras tanto, las fuerzas rusas lanzaron oleadas de drones iraníes HESA Shahed 136 durante los ataques rusos contra infraestructuras ucranianas. Sin embargo, las funciones principales de los drones en la guerra son el reconocimiento y la localización de artillería. Fuentes rusas afirmaron haber utilizado un "rifle anti-drones Stupor" para bloquear los controles de radio de los drones ucranianos.
El 13 de octubre de 2022, se produjo el primer caso registrado de un encuentro de combate desarmado entre drones sobre la región de Donetsk en Ucrania. Se grabó un cuadricóptero ucraniano DJI Mavic embistiendo un dron ruso del mismo modelo, lo que provocó que este último se estrellara contra la superficie. Otro caso de esta táctica de embestida aérea ocurrió el 24 de noviembre de 2022, esta vez cuando se registró el DJI Mavic ruso cayendo en picado hacia el suelo después de una colisión con un dron ucraniano. El 9 de mayo de 2023, un recluta ruso se entregó a (o más bien a través de) un dron ucraniano. El avión no tripulado HESA Shahed 136 promedio vale alrededor de 20.000 dólares. En comparación, un misil IRIS-T vale alrededor de 430.000 dólares cada uno. Desde el 13 de septiembre hasta el 17 de octubre, información de fuente abierta sugiere que Ucrania ha tenido que gastar 28,14 millones de dólares para defenderse de estos drones.
Desde al menos septiembre de 2022, Ucrania ha utilizado drones navales negros que utilizaban Starlink como conexión para llevar a cabo ataques contra la flota del Mar Negro en la base naval de Sebastopol. Al principio se supuso que los drones navales eran para reconocimiento, pero parecen transportar municiones y actuar como una bomba. Los expertos señalan que los sensores en la parte frontal del dron naval podrían usarse como un telémetro láser para ayudar a apuntar. A finales de octubre de 2022, siete de estos drones se utilizaron para montar un ataque exitoso con drones contra la base naval de Sebastopol. Los ataques han provocado disuasión por parte de la Armada rusa sin escalada.

### Guerra de Gaza de 2023
El 7 de octubre de 2023, Hamás lanzó un ataque al sur de Israel, utilizando drones comerciales para bombardear torres de vigilancia israelíes antes de traspasar el muro fronterizo. En Internet aparecieron vídeos de soldados israelíes y un tanque Merkava IV atacados por drones. Durante la Guerra Israel-Gaza de 2023 francotiradores israelíes con drones supuestamente dispararon contra médicos y pacientes durante el asedio al Hospital Al-Shifa.